# Neuffen-Vorberge
Neuffen-Vorberge ist der Naturraum 101.23 des Schwäbischen Keuper-Lias-Lands im Südwestdeutschen Stufenland, er gehört zur naturräumlichen Haupteinheit 101 – Vorland der mittleren Schwäbischen Alb.

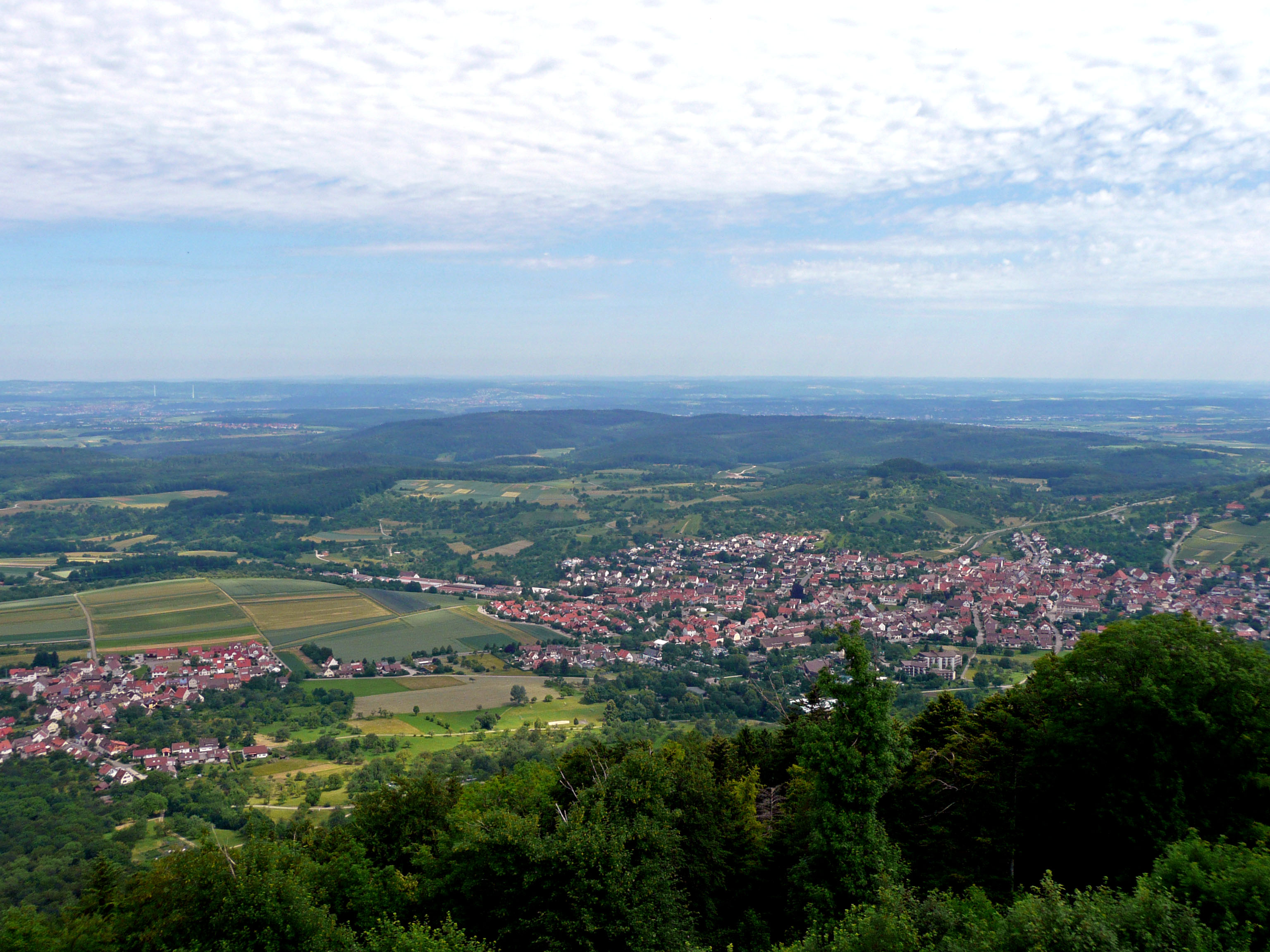
Blick vom Hohenneuffen auf den Naturraum mit Beuren

## Lage
Nach den Gliederungen des Handbuchs der naturräumlichen Gliederung Deutschlands von Meynen/Schmithüsen (1953–1962) und den Verfeinerungen der Einzelblätter Nr. 170 Stuttgart und Nr. 171 Göppingen erstreckt sich der Naturraum entlang des Albtraufs zwischen Metzingen-Glems und Owen. Folgende Städte und Gemeinden der Landkreise Reutlingen und Esslingen liegen im Naturraum Neuffen-Vorberge:
- Dettingen an der Erms
- Metzingen
- Grafenberg
- Kohlberg
- Neuffen
- Beuren
- Frickenhausen

## Geographie
Es handelt sich großteils um bewaldetes Braunjurahügelland mit verschiedenen, zumeist kegelförmigen Basalttuffkuppen zwischen der Erms im Westen und der Lenninger Lauter im Osten. Im nördlichen Randgebiet bauen die dunklen Opalinustone (Braunjura-Alpha) ein tief zerschluchtetes, bachreiches Hügelland auf, dessen Kuppen 450–460 m Höhe erreichen. Die Talsohlen sind oft dem Dauergrünland überlassen, sie werden von einigen 450 bis 530 m hohen Basalttuffschloten des Schwäbischen Vulkans (u. a. Metzinger Weinberg, Calverbühl, Hofbühl, Florian, Grafenberg, Engelberg) überragt. Die sonnenbeschienenen Osthänge eignen sich für den Weinbau. Außer der Erms und der Lenninger Lauter in Randlage fließen zwischen beiden die Steinach und der Tiefenbach in Richtung Nürtingen und zum oberen Neckar.